# Бухвальде (Мальшвиц)

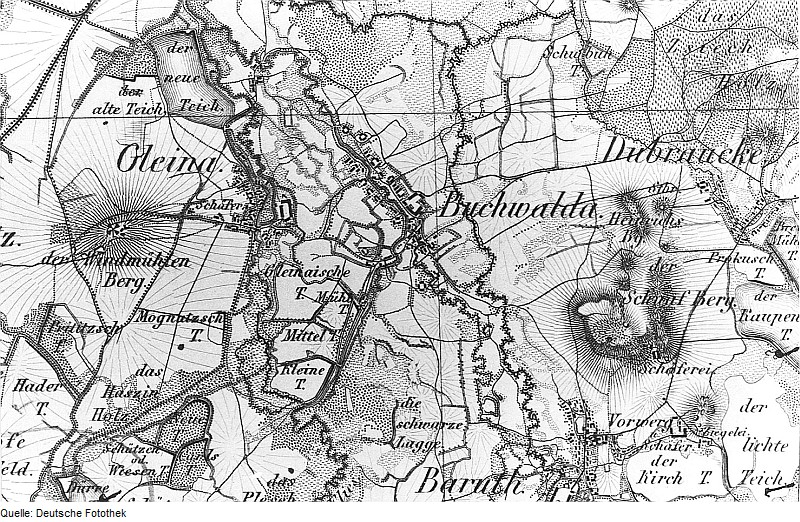
Бухвальде на карте 1844 года

Бухвальде или Бу́койна (нем. Buchwalde; в.-луж. Bukojnaо файле) — деревня в Верхней Лужице, Германия. Входит в состав коммуны Мальшвиц района Баутцен в земле Саксония. Подчиняется административному округу Дрезден.

## География
Находится примерно в 14 километрах северо-восточнее Баутцена.
от административного центра коммуны деревни Мальшвиц. Через деревню проходит автомобильная дорога К 7222.
Соседние населённые пункты: на востоке — деревня Дубравка, на юго-востоке — деревня Барт, на западе — деревня Глина и на Гучина.

## История
Впервые упоминается в 1280 году под наименованием N. de Buchinwalde.
С 1950 по 1974 года входила в коммуну Глайна, с 1974 по 1994 — в коммуну Барут. В 1994 году вошла в состав современной коммуны Мальшвиц.
В настоящее время деревня входит в состав культурно-территориальной автономии «Лужицкая поселенческая область», на территории которой действуют законодательные акты земель Саксонии и Бранденбурга, содействующие сохранению лужицких языков и культуры лужичан.
Исторические немецкие наименования
- N. de Buchinwalde, 1280
- Buchwalda, 1658

## Население
Официальным языком в населённом пункте, помимо немецкого, является также верхнелужицкий язык.
Согласно статистическому сочинению «Dodawki k statisticy a etnografiji łužickich Serbow» Арношта Муки в 1884 году в деревне проживало 299 человек (из них — 279 серболужичан (93 %)).
Лужицкий демограф Арношт Черник в своём сочинении «Die Entwicklung der sorbischen Bevölkerung» указывает, что в 1956 году при общей численности в 558 человек серболужицкое население деревни составляло 64 % (из них верхнелужицким языком владело 256 взрослых и 101 несовершеннолетний).
| 1834 | 1871 | 1890 | 1910 | 1925 | 1939 | 1946 | 1950 | 1964 |
| ---- | ---- | ---- | ---- | ---- | ---- | ---- | ---- | ---- |
| 270  | 311  | 257  | 279  | 256  | 213  | 234  | 575  | 438  |

## Известные жители и уроженцы
- Яромер Хендрих Имиш (1819—1897) — серболужицкий церковный писатель и общественный деятель.
- Юрий Людовици (1619—1673) — серболужицкий поэт и лингвист.